# Maurice Rosenfield
Maurice Rosenfield (* 8. Juli 1914 in Chicago, USA; † 30. Oktober 2005 in Glencoe, Illinois) war ein US-amerikanischer Rechtsanwalt und Filmproduzent.
Bekannt wurde Maurice Rosenfield in den 1950er Jahren als Anwalt des Playboy, für den er erfolgreich mehrere Prozesse gegen Zensurversuche gewann. 1964 vertrat er den legendären Lenny Bruce in einem Verfahren wegen Obszönität. Auch diesen Prozess konnte Rosenfield gewinnen. In den 1970er Jahren wechselte Rosenfield ins Filmgeschäft und wurde Filmproduzent. Sein bekanntester Film war Das letzte Spiel (Bang the Drum Slowly, 1973, mit Michael Moriarty und Robert De Niro).